# Einheitlichkeit (Patentrecht)
Die Einheitlichkeit einer zur Patentierung beanspruchten Erfindung ist eine der Voraussetzungen dafür, dass auf eine Patentanmeldung ein Patent erteilt werden kann. Umgangssprachlich ausgedrückt fordert das Kriterium, dass ein Patent nur eine Erfindung schützen darf.

## Rechtsgrundlage
Im deutschen Patentrecht ist das Einheitlichkeitserfordernis in § 34 Abs. 5 PatG verankert.
Im europäischen Patentrecht wird die Einheitlichkeit in Art. 82 EPÜ gefordert.

## Regelungsgehalt, ratio
Das Einheitlichkeitskriterium führt im Ergebnis dazu, dass der Schutzbereich eines Patents eine einzige Erfindung ist und nicht ein Bündel mehr oder minder divergierender Aspekte.
Das Erfordernis der Einheitlichkeit hat zwei systematische Rechtfertigungen:
Klassifikation und Recherchierbarkeit:  Erfindungen werden klassifiziert, um recherchierbar zu sein. Würden mehrere Erfindungen in einem Patent geschützt, wäre die Klassifikation schwieriger und damit die durch das Patentwesen erwünschte Erschließung von Wissen schlechter.
Fiskalische Aspekte: Für Patente werden vom Anmelder bzw. Patentinhaber Gebühren erhoben. Zum einen werden sie für die Inanspruchnahme der Patentämter erhoben. Zum anderen haben die – über die Jahre steigenden –  Jahresgebühren einen ordnenden Effekt in der Weise, dass jährlich überlegt werden muss, ob die Gebühr bezahlt werden soll, so dass unnötige Rechte irgendwann mangels Gebührenzahlung vor der max. möglichen Laufzeit verfallen und so die rechtliche Landschaft eine Bereinigung erfährt. Diese beiden Effekte würden schlechter funktionieren, wenn in einem Patent mehrere Erfindungen geschützt werden könnten.

## Problemstellung, Kriterium
Das, was ein Patent konkret schützen soll, steht in den in der Anmeldung formulierten  Patentansprüchen. Eine Patentanmeldung kann mehrere unabhängige Patentansprüche haben. Dadurch kann es vorkommen, dass auch sachlich divergierende Erfindungen beansprucht werden.
Die Frage, ob in einer Patentanmeldung mehrere Erfindungen beansprucht sind (sie „uneinheitlich ist“), bestimmt sich demnach nicht am Gesamtinhalt der Patentanmeldung, sondern anhand des Inhalts ihrer Patentansprüche. In der Regel ergibt sich das Problem mangelnder Einheitlichkeit, wenn mehrere unabhängige Patentansprüche vorliegen, die in sachlich unterschiedliche Richtungen zeigen. Sachlich unterschiedliche Richtungen liegen dann vor, wenn für die unterschiedlichen Patentansprüche gegenüber dem Stand der Technik unterschiedlich argumentiert werden muss, sie also kein gemeinsames erfinderisches Konzept aufweisen.

## Verfahrensablauf bei Uneinheitlichkeit
Die Beanstandung mangelnder Einheitlichkeit wird früher oder später von einem Prüfer erhoben und dem Anmelder mitgeteilt. Makroskopisch betrachtet hat der Anmelder dann drei Alternativen:
1. Er kann gegen die Beanstandung dahingehend argumentieren, dass sie zu Unrecht erhoben wurde. Im Erfolgsfall wird die Beanstandung fallen gelassen. Im Folgenden wird allerdings angenommen, dass die Beanstandung bestehen bleibt. Sie ist dann ein Patentierungshindernis.
2. Er kann die uneinheitlichen Patentansprüche streichen, indem sie vollständig gelöscht werden oder indem sie, wenn es die Sachlage erlaubt, nur in Kombination mit den Grundaspekten  formuliert werden.
3. Ergänzend zu oben 2. kann eine Ausscheidungsanmeldung oder Teilanmeldung eingereicht werden, die den uneinheitlichen Aspekt zum Gegenstand hat.

### Deutsches Patentrecht
Im deutschen Patenterteilungsverfahren wird ein Prüfer während der Sachprüfung, z. B. im ersten Prüfungsbescheid, dem Anmelder ggf. mitteilen, dass er die Patentansprüche für uneinheitlich hält und bestimmte Aspekte gestrichen oder, wenn sie weiterverfolgt werden sollen, ausgeschieden werden müssen. Der Anmelder kann in Reaktion auf eine solche Beanstandung eine Ausscheidungsanmeldung einreichen. Ohne vorherige Prüferbeanstandung mangelnder Einheitlichkeit kann er eine Teilanmeldung zur Abdeckung der uneinheitlichen Aspekte einreichen.

### Europäisches Patentrecht
Im EP-Verfahren sind (erweiterte) Recherche und Prüfung getrennte Schritte. Wenn ein Prüfer während der Recherche der in den Patentansprüchen erstgenannten Erfindung Uneinheitlichkeit der Patentansprüche feststellt, wird er für die erstgenannte Erfindung einen Teil-Recherchebericht erstellen und für die als uneinheitlich angesehenen Teile eine oder mehrere weitere Recherchegebühren anfordern. Werden sie bezahlt, werden auch die weiteren uneinheitlichen Aspekte recherchiert. Werden sie nicht gezahlt, wird nur die erstgenannte Erfindung recherchiert. Im späteren Prüfungsverfahren kann gegen die Beanstandung der Uneinheitlichkeit argumentiert werden. Im Erfolgsfall wird die weitere Recherchengebühr rückerstattet.
Bei der Prüfung nach der Recherche kann vom Anmelder frei gewählt werden, welche der recherchierten Erfindungen bei der weiteren Bearbeitung zugrunde gelegt werden soll, wobei die anderen zu streichen sind. Für die anderen Aspekte, ob recherchiert oder nicht, kann ggf. eine Teilanmeldung eingereicht werden.
In seinen Prüfungsrichtlinien widmet das EPA der Frage der Einheitlichkeit während der Recherche im Teil B das Kapitel VII.
Einheitlichkeitsfragen während der Sachprüfung werden im Teil C, Kapitel III, Abschnitt 3, behandelt.